# Maryse Gargour
Maryse Gargour (née à Jaffa) est une journaliste et réalisatrice palestinienne.

## Biographie
Maryse Gargour est diplômée de l'Institut français de Presse. Elle obtient le doctorat en sciences de l'information à l'université Paris II. Elle est journaliste à l'office de radio-diffusion-télévision française à Beyrouth. Elle travaille au Conseil international du cinéma et de la télévision à l'Unesco à Paris. Elle est journaliste indépendante. Elle réalise des documentaires sur la Palestine. 
Les films de Maryse Gargour sont documentés par des archives de films inédites, d'extraits de journaux de documents officiels, de récits, d'entretiens avec des historiens et de témoignages de Palestiniens. 

## Filmographie
- 1988 : Une Palestinienne face à la Palestine
- 1998 : Jaffa la mienne
- 1999 : Loin de Falastine
- 2001 : Le pays de Blanche
- 2007 : La Terre parle arabe
- 2013 : A la rencontre d'un pays perdu, 61 min, Rose Productions

## Prix et distinctions
Le film La Terre Parle Arabe réalisé en 2007 est primé de nombreuses fois,:  
- Prix International du Documentaire et du Reportage Méditerranéen, juin 2008, Turin (Italie) -
- Prix de la presse ASBU (Arab State Braodcasting Union)
- Prix de la diffusion ENTV (télévision algérienne)
- Prix France 3 Méditerranée
- Prix Mémoire de la Méditerranée